# A Ferencvárosi TC 1956-os szezonja
A Ferencvárosi TC 1956-os szezonja szócikk a Ferencvárosi TC első számú férfi labdarúgócsapatának egy szezonjáról szól, mely összességében és sorozatban is az 54. idénye volt a csapatnak a magyar első osztályban. A klub fennállásának ekkor volt az 57. évfordulója. Ebben a szezonban is Bp. Kinizsi néven szerepeltek.

## Mérkőzések
| Színmagyarázat | Színmagyarázat |
| -------------- | -------------- |
|                | Győzelem.      |
|                | Döntetlen.     |
|                | Vereség.       |

### NB 1 1956
| 1. forduló 1956. március 4. |

| Pécsi Dózsa | 1 – 3               | Bp. Kinizsi                       |
| ----------- | ------------------- | --------------------------------- |
| Hegyi 43'   | (1 – 2) Jegyzőkönyv | Orosz 6' Vilezsál 44' Kertész 68' |

| PMFC Stadion, Pécs Nézőszám: 20 000 Játékvezető: Pósa János (magyar) |

| 2. forduló 1956. március 11. |

| Bp. Kinizsi | 1 – 0               | Szombathelyi Törekvés |
| ----------- | ------------------- | --------------------- |
| Vilezsál 6' | (1 – 0) Jegyzőkönyv |                       |

| Üllői út, Budapest Nézőszám: 20 000 Játékvezető: Gere Gyula (magyar) |

| 3. forduló 1956. március 18. |

| Csepeli Vasas             | 2 – 2               | Bp. Kinizsi           |
| ------------------------- | ------------------- | --------------------- |
| Keszthelyi 14' Molnár 22' | (2 – 2) Jegyzőkönyv | Vilezsál 28' Láng 37' |

| Béke téri stadion, Budapest Nézőszám: 27 000 Játékvezető: Dankó György (magyar) |

| 4. forduló 1956. április 8. |

| Vasas        | 1 – 0               | Bp. Kinizsi |
| ------------ | ------------------- | ----------- |
| Bundzsák 15' | (1 – 0) Jegyzőkönyv |             |

| Népstadion, Budapest Nézőszám: 60 000 Játékvezető: Virágh Ferenc (magyar) |

| 5. forduló 1956. április 15. |

| Bp. Kinizsi                         | 3 – 0               | Szegedi Haladás |
| ----------------------------------- | ------------------- | --------------- |
| Vilezsál 4' Fenyvesi 13' Csabai 72' | (2 – 0) Jegyzőkönyv |                 |

| Üllői út, Budapest Nézőszám: 25 000 Játékvezető: Bebesi József (magyar) |

| 6. forduló 1956. április 21. |

| Budapesti Honvéd                 | 2 – 1               | Bp. Kinizsi  |
| -------------------------------- | ------------------- | ------------ |
| Machos 60' Kocsis 69' Puskás 82′ | (0 – 0) Jegyzőkönyv | Vilezsál 80' |

| Népstadion, Budapest Nézőszám: 35 000 Játékvezető: Harangozó Sándor (magyar) |

| 7. forduló 1956. május 2. |

| Bp. Kinizsi | 0 – 0               | Bp. Dózsa |
| ----------- | ------------------- | --------- |
|             | (0 – 0) Jegyzőkönyv |           |

| Népstadion, Budapest Nézőszám: 40 000 Játékvezető: Dankó György (magyar) |

| 8. forduló 1956. május 6. |

| Bp. Kinizsi  | 1 – 1               | Salgótarjáni BTC |
| ------------ | ------------------- | ---------------- |
| Vilezsál 34' | (1 – 0) Jegyzőkönyv | Csáki 51'        |

| Népstadion, Budapest Nézőszám: 30 000 Játékvezető: Fehérvári József (magyar) |

| 9. forduló 1956. május 9. |

| Szegedi Haladás        | 2 – 1               | Bp. Kinizsi |
| ---------------------- | ------------------- | ----------- |
| Városi 42' Cziráki 73' | (1 – 0) Jegyzőkönyv | Láng 81'    |

| Szeged Nézőszám: 12 000 Játékvezető: Dorogi Andor (magyar) |

| 10. forduló 1956. május 13. |

| Bp. Kinizsi             | 3 – 2               | Tatabányai Bányász |
| ----------------------- | ------------------- | ------------------ |
| Láng 51' 63' Csabai 84' | (0 – 1) Jegyzőkönyv | Lahos 45' Hári 75' |

| Népstadion, Budapest Nézőszám: 20 000 Játékvezető: Zsolt István (magyar) |

| 11. forduló 1956. május 27. |

| Dorogi Bányász         | 2 – 2               | Bp. Kinizsi               |
| ---------------------- | ------------------- | ------------------------- |
| Varga 8' Buzánszky 44' | (2 – 2) Jegyzőkönyv | Vilezsál 30' Fenyvesi 42' |

| Bányász stadion, Dorog Nézőszám: 8 000 Játékvezető: Révész László (magyar) |

| 12. forduló 1956. június 17. |

| Bp. Kinizsi                                                 | 6 – 2               | Bp. Vörös Lobogó                              |
| ----------------------------------------------------------- | ------------------- | --------------------------------------------- |
| Láng 6' Vilezsál 30' Kertész 34' Fenyvesi 53' Orosz 80' 82' | (3 – 2) Jegyzőkönyv | Kis Szolnok 12' 35′ Sándor 16' 35′ Kovács 85′ |

| Népstadion, Budapest Nézőszám: 65 000 Játékvezető: Virágh Ferenc (magyar) |

| 13. forduló 1956. június 23. |

| Bp. Kinizsi                                 | 3 – 1               | Dorogi Bányász |
| ------------------------------------------- | ------------------- | -------------- |
| Orosz 15' Buzánszky 40' (öngól) Kertész 58' | (2 – 0) Jegyzőkönyv | Pozsonyi 81'   |

| Üllői út, Budapest Nézőszám: 25 000 Játékvezető: Bokor István (magyar) |

| 14. forduló 1956. június 30. |

| Bp. Kinizsi | 1 – 0               | Pécsi Dózsa |
| ----------- | ------------------- | ----------- |
| Kertész 86' | (0 – 0) Jegyzőkönyv |             |

| Üllői út, Budapest Nézőszám: 25 000 Játékvezető: Lehel Béla (magyar) |

| 15. forduló 1956. július 7. |

| Bp. Kinizsi | 1 – 1               | Bp. Dózsa  |
| ----------- | ------------------- | ---------- |
| Láng 36'    | (1 – 0) Jegyzőkönyv | Szusza 53' |

| Üllői út, Budapest Nézőszám: 30 000 Játékvezető: Harangozó Sándor (magyar) |

| 16. forduló 1956. augusztus 12. |

| Bp. Vörös Lobogó           | 3 – 2               | Bp. Kinizsi          |
| -------------------------- | ------------------- | -------------------- |
| Sándor 37' 54' Palotás 76' | (1 – 0) Jegyzőkönyv | Ombódi 65' Orosz 72' |

| Népstadion, Budapest Nézőszám: 75 000 Játékvezető: Hernádi Vilmos (magyar) |

| 17. forduló 1956. augusztus 20. |

| Tatabányai Bányász | 1 – 1               | Bp. Kinizsi  |
| ------------------ | ------------------- | ------------ |
| Hári 2'            | (1 – 0) Jegyzőkönyv | Vilezsál 85' |

| Városi Stadion, Tatabánya Nézőszám: 12 000 Játékvezető: Dankó György (magyar) |

| 18. forduló 1956. augusztus 25. |

| Szombathelyi Törekvés | 2 – 1               | Bp. Kinizsi |
| --------------------- | ------------------- | ----------- |
| Varga 47' 79'         | (0 – 1) Jegyzőkönyv | Kertész 26' |

| Rohonci úti stadion, Szombathely Nézőszám: 8 000 Játékvezető: Fehérvári József (magyar) |

| 19. forduló 1956. szeptember 2. |

| Bp. Kinizsi   | 2 – 3               | Budapesti Honvéd                          |
| ------------- | ------------------- | ----------------------------------------- |
| Orosz 40' 43' | (2 – 2) Jegyzőkönyv | Kocsis 17' Dalnoki 34' (öngól) Machos 54' |

| Népstadion, Budapest Nézőszám: 65 000 Játékvezető: Hernádi Vilmos (magyar) |

| 20. forduló 1956. szeptember 9. |

| Bp. Kinizsi                        | 2 – 1               | Vasas                  |
| ---------------------------------- | ------------------- | ---------------------- |
| Borsos 37' Ombódi 64' Vilezsál 67′ | (1 – 1) Jegyzőkönyv | Szilágyi 5' Sárosi 79′ |

| Népstadion, Budapest Nézőszám: 75 000 Játékvezető: Zsolt István (magyar) |

| 21. forduló 1956. szeptember 30. |

| Salgótarjáni BTC | 1 – 1               | Bp. Kinizsi |
| ---------------- | ------------------- | ----------- |
| Chladni 36'      | (1 – 1) Jegyzőkönyv | Fenyvesi 4' |

| Salgótarján Nézőszám: 10 000 Játékvezető: Révész László (magyar) |

| 22. forduló 1956. október 21. |

| Bp. Kinizsi | 1 – 1               | Csepeli Vasas |
| ----------- | ------------------- | ------------- |
| Borsos 47'  | (0 – 0) Jegyzőkönyv | Molnár 60'    |

| Üllői út, Budapest Nézőszám: 16 000 Játékvezető: Pósa János (magyar) |

#### Állás
| #  | Csapat                | J  | Gy | D | V  | Rg | Kg | Gk  | P  |
| -- | --------------------- | -- | -- | - | -- | -- | -- | --- | -- |
| 1  | Bp. Honvéd            | 21 | 13 | 3 | 5  | 52 | 29 | +13 | 29 |
| 2  | Bp. Dózsa             | 22 | 11 | 4 | 7  | 30 | 26 | +4  | 26 |
| 3  | Bp. Vörös Lobogó      | 18 | 10 | 5 | 3  | 41 | 24 | +17 | 25 |
| 4  | Bp. Kinizsi           | 22 | 8  | 8 | 6  | 38 | 29 | +9  | 24 |
| 5  | Salgótarjáni BTC      | 21 | 9  | 6 | 6  | 32 | 28 | +4  | 24 |
| 6  | Csepeli Vasas         | 22 | 7  | 9 | 6  | 30 | 27 | +3  | 23 |
| 7  | Tatabányai Bányász    | 22 | 7  | 8 | 7  | 26 | 28 | -2  | 22 |
| 8  | Vasas SC              | 17 | 5  | 6 | 6  | 28 | 28 | 0   | 16 |
| 9  | Dorogi Bányász        | 21 | 5  | 6 | 10 | 25 | 35 | -10 | 16 |
| 10 | Szombathelyi Törekvés | 21 | 6  | 4 | 11 | 24 | 35 | -11 | 16 |
| 11 | Pécsi Dózsa           | 21 | 5  | 4 | 12 | 21 | 37 | -16 | 14 |
| 12 | Szegedi Haladás       | 20 | 4  | 5 | 11 | 21 | 42 | -21 | 13 |

### Magyar kupa
| 1956. február 5. |

| Bp. Kinizsi                   | 4 – 0       | Bp. Szikra |
| ----------------------------- | ----------- | ---------- |
| Borsos Orosz Kertész Fenyvesi | Jegyzőkönyv |            |

| Budapest, Népliget |

| 1956. február 12. |

| Siófoki VM | 0 – 11      | Bp. Kinizsi                                        |
| ---------- | ----------- | -------------------------------------------------- |
|            | Jegyzőkönyv | Vilezsál Kertész Fenyvesi Orosz Borsos ög' Dalnoki |

| Siófok |

| 1956. február 26. |

| Bp. Kinizsi                    | 4 – 0       | Tatabányai Bányász |
| ------------------------------ | ----------- | ------------------ |
| Orosz Borsos Fenyvesi Vilezsál | Jegyzőkönyv |                    |

| Üllői út, Budapest |

(folytatását lásd az 1957-es szezonnál)

### Egyéb mérkőzések
| 1956. január 1. |

| BSK Beograd | 1 – 2       | Bp. Kinizsi    |
| ----------- | ----------- | -------------- |
|             | Jegyzőkönyv | Orosz Vilezsál |

| La Valletta |

| 1956. január 5. |

| Floriana FC | 1 – 2       | Bp. Kinizsi  |
| ----------- | ----------- | ------------ |
|             | Jegyzőkönyv | Láng Kertész |

| La Valletta |

| 1956. január 9. |

| Málta | 0 – 0               | Bp. Kinizsi |
| ----- | ------------------- | ----------- |
|       | (0 – 0) Jegyzőkönyv |             |

| La Valletta |

| 1956. március 7. |

| BSK Beograd | 4 – 0       | Bp. Kinizsi |
| ----------- | ----------- | ----------- |
|             | Jegyzőkönyv |             |

| Belgrád |

| 1956. március 31. |

| Austria Wien | 2 – 1       | Bp. Kinizsi |
| ------------ | ----------- | ----------- |
|              | Jegyzőkönyv | Vilezsál    |

| Bécs |

| 1956. április 1. |

| Bp. Kinizsi            | 4 – 2       | Rapid Wien |
| ---------------------- | ----------- | ---------- |
| Vilezsál Láng Fenyvesi | Jegyzőkönyv |            |

| Népstadion, Budapest |

| 1956. április 22. |

| Budapesti Honvéd, Bp. Kinizsi vegyes | 6 – 2               | Botafogo |
| ------------------------------------ | ------------------- | -------- |
| Tichy Kocsis Puskás Fenyvesi         | (5 – 0) Jegyzőkönyv |          |

| Népstadion, Budapest Nézőszám: 80 000 |

| 1956. június 10. |

| Bp. Kinizsi              | 7 – 1       | RC Lens |
| ------------------------ | ----------- | ------- |
| Orosz Czibor Láng Ombódi | Jegyzőkönyv |         |

| Népstadion, Budapest |

| 1956. június 27. |

| Spartak Komárno | 0 – 7       | Bp. Kinizsi                    |
| --------------- | ----------- | ------------------------------ |
|                 | Jegyzőkönyv | Vilezsál Láng Kertész Fenyvesi |

| Komárom |

| 1956. július 22. |

| Bp. Kinizsi | 0 – 2       | Vojvodina |
| ----------- | ----------- | --------- |
|             | Jegyzőkönyv |           |

| Üllői út, Budapest |

| 1956. július 28. |

| Bp. Kinizsi                               | 10 – 0      | Aarhus GF |
| ----------------------------------------- | ----------- | --------- |
| Vilezsál Mátrai Borsos Fenyvesi Orosz ög' | Jegyzőkönyv |           |

| Népstadion, Budapest |

| 1956. július 31. |

| Spartak Trnava | 2 – 1       | Bp. Kinizsi |
| -------------- | ----------- | ----------- |
|                | Jegyzőkönyv | Orosz       |

| Nagyszombat |

| 1956. augusztus 2. |

| Spartak Filakova | 1 – 6       | Bp. Kinizsi                          |
| ---------------- | ----------- | ------------------------------------ |
|                  | Jegyzőkönyv | Orosz Borsos Vilezsál Kertész Mátrai |

| Fülek |

| 1956. augusztus 5. |

| Tatran Levice | 0 – 13      | Bp. Kinizsi                              |
| ------------- | ----------- | ---------------------------------------- |
|               | Jegyzőkönyv | Vilezsál Láng Orosz Kertész Fenyvesi ög' |

| Léva |

| 1956. december 17. |

| Vojvodina | 1 – 3       | Bp. Kinizsi            |
| --------- | ----------- | ---------------------- |
|           | Jegyzőkönyv | Fenyvesi Kertész Orosz |

| Újvidék |

| 1956. december 20. |

| Vojvodina | 1 – 0       | Bp. Kinizsi |
| --------- | ----------- | ----------- |
|           | Jegyzőkönyv |             |

| Újvidék |

| 1956. december 23. |

| Radnički 1923 | 6 – 2       | Bp. Kinizsi      |
| ------------- | ----------- | ---------------- |
|               | Jegyzőkönyv | Kertész Vilezsál |

| Belgrád |

| 1956. december 26. |

| Budućnost Titograd | 1 – 2       | Bp. Kinizsi       |
| ------------------ | ----------- | ----------------- |
|                    | Jegyzőkönyv | Fenyvesi Vilezsál |

| Titograd |

| 1956. december 29. |

| Szarajevó válogatott | 1 – 4       | Bp. Kinizsi      |
| -------------------- | ----------- | ---------------- |
|                      | Jegyzőkönyv | Kertész Fenyvesi |

| Szarajevó |

| 1956. december 31. |

| FK Sarajevo | 2 – 1       | Bp. Kinizsi |
| ----------- | ----------- | ----------- |
|             | Jegyzőkönyv | Fenyvesi    |

| Szarajevó |

## Külső hivatkozások
- A csapat hivatalos honlapja (magyarul)
- Az 1956-os szezon menetrendje a tempofradi.hu-n (magyarul)